# Петров, Константин Витальевич
Константин Витальевич Петров (род. 7 ноября 1964 года, Смоленск, РСФСР, СССР) — российский художник, академик Российской академии художеств (2009). Народный художник Российской Федерации (2017).

## Биография
Родился 7 ноября 1964 году в Смоленске.
В 1991 году — окончил МГАХИ имени В. И. Сурикова, профессора Н. А. Пономарёв, Б. А. Успенский, А. Б. Якушин, с 1996 по 1998 годы — художник-стажёр творческой мастерской графики РАХ (руководитель А. Д. Шмаринов).
С 1999 года — вице-президент Творческого союза художников России.
Член Союза художников России, Московского Союза художников.
В 2009 году был избран академиком Российской академии художеств от Отделению графики, с 2014 года — член Президиума РАХ.
Доцент МГАХИ им В. И. Сурикова, МГХПА им. С. Г. Строганова.

## Творческая деятельность
Основные проекты и произведения: «Испания», «Натюрморты», «Дербент», «Портреты», «Переяславль-залесский», «Братислава») и многие другие.

## Награды
- Орден Дружбы (2011)[1]
- Народный художник Российской Федерации (2017)[2]
- Заслуженный художник Российской Федерации (2004)[3]